# Jennifer Beattie
Jennifer Patricia Beattie (ur. 13 maja 1991 w Glasgow) – szkocka piłkarka występująca na pozycji obrończyni w angielskim klubie Arsenal oraz w reprezentacji Szkocji. Wychowanka Hamilton Academical, w trakcie swojej kariery grała także w takich zespołach, jak Queen's Park, Celtic, Montpellier, Manchester City oraz Melbourne City.